# Římskokatolická farnost Rovensko pod Troskami
Římskokatolická farnost Rovensko pod Troskami (lat. Teyna super Rovensko, starším názvem něm. Teyn) je církevní správní jednotka sdružující římské katolíky na území města Rovensko pod Troskami a v jeho okolí. Organizačně spadá do turnovského vikariátu, který je jedním z 10 vikariátů litoměřické diecéze.

## Historie farnosti
Jedná se o starobylou farnost, tzn. pocházející ze středověku, která byla kanonicky obnovena roku 1680. Matriky jsou vedeny od roku 1685.

### Duchovní správcové vedoucí farnost
Začátek působnosti jmenovaného v duchovní správě farnosti od:
- Joannes, † 1371
- 1371   Joannes
- 1409   Antoš
- Thoma
- 1423   Valentinus, † 1432
- 1432   Wenceslaus z Liebenau
- 1434   Joannes z Turnova
- 1683   Adamus Augustin Linke
- 1690   Franciscus Anton. Palen de Kržižek
- 1692   Franciscus Josephus Aberle, † 1699
- 1699   Carolus Korvin
- 1708   Wenceslaus Czippl
- 1711   Christianus Linhart
- 1711   Joannes Kratochwile
- 15. 2. 1737 Georg. Joann. Nep. Rudolph
- 1740   Wenceslaus Thomas Kostial, † 20. 9. 1744
- 1744   Joannes Samuelovsky
- 9. 5. 1760 Petrus Gerzabek
- 10. 6. 1766 Josephus Jena
- 4. 11. 1773 Josephus Gautsch
- 1786   Wenc. Neplecha, n. Jílové u Ph., † 10. 8. 1803
- 18. 7. 1795  Georg. Kettner, † 6. 3. 1807
- 16. 7. 1807  Vinc. Hassner, n. Neobolesl., † 23. 8. 1818
- 1818   par. vacat, cap. Jos. Schaurek
- 1818   Gregor. Alexius, † 15. 10. 1819
- 1820   Antonín Marek, n. 16. 9. 1785 Turnau, o. 24. 8. 1808, † 15. 2. 1877
- 1823   par. vacat, cap. Jos Schaurek
- 1824   Jos. Hála, n. 3. 6. 1789 Parvobielens. o. 24. 8. 1812, † 19. 1. 1828
- 1826   par. admin. interim. Petr. Kregcj, n. 27. 6. 1796 Březina, o. 24. 8. 1819
- 23. 11. 1826  Josef Nigrin, n. 4. 6. 1789 Vysoké n. J., o. 17. 8. 1809, † 3. 2. 1833
- 30. 5. 1833  Josef Schaurek, n. 21. 9. 1787 Zasadens., o. 24. 4. 1813, † 9. 2. 1864
- 7. 6. 1838  Joann. Bernard, n. 6. 11. 1799 Modřice, o. 24. 8. 1824, † 13. 11. 1859
- 1860   par. vacat, admin. int. Franc. Pazelt
- 29. 3.1860  Joann. Šolc, n. 30. 4. 1800 Sobotka, o. 4. 9. 1827, † 24. 5. 1869
- 22. 9. 1864  Joann. Čermák, n. 7. 12. 1807 Neobolesl., o. 28. 9. 1832, † 13. 3. 1880
- 4. 5. 1876   Josef Zdobinský, n. 25. 3. 1816 Kloster, o. 29. 7. 1841, † 27. 4. 1878
- 1878   par. vacat, admin. int. Franc. Portiyh
- 19. 12. 1878  Josef Svoboda, n. 24. 3. 1834 Turnau, o. 25. 7. 1857, † 4. 6. 1905
- 1880   par. vacat, admin. int. Franc. Portiyh
- 3. 3. 1881  Josef Turek, n. 9. 11. 1845 Dlouhá Lhota, o. 23. 7. 1870, † 18. 9. 1917
- 1915   Rudolf Šubrt, n. 27. 3. 1866 Bělá, o. 29. 6. 1890, + 19. 12. 1939
- 1. 2.  1940    Augustin Šumbera, n. 27. 8. 1887 Přerov, o. 6. 11. 1910
- 20. 9. 1950   František Vlček
- 21. 1. 1953   Josef Kovář
- 29. 4. 1958   Antonín Špička
- 15. 9. 1976   Pavel Uličný, n. 7. 6. 1931, o. 28. 6. 1975, † 4. 8. 2020
- 1. 8.  1982   František Kocman, farář, n. 22. 12. 1936, o. 25. 6. 1961, † 28. 11. 2019
- 1. 3.  2019  Tomasz Dziedzic, farář[3]

## Území farnosti
Do farnosti náleží území obce:
- Bítouchov (Bitauchow[4])[p 1]
- Blatec (Blatetz[4])[p 1]
- Borek (Borek[4])[p 1]
- Kotelsko (Kotelsko[4])[p 1]
- Křečovice 1.díl, Křečovice[2] (Kretschowitz 1. Teil[4])[p 1]
- Křečovice 2.díl, Křečovice[2] (Kretschowitz 2. Teil[4])[p 1]
- Liščí Kotce (Fuchsgruben[4])[p 1]
- Podtýn (Podtein[4])[p 1]
- Roudný (Raudnei[4])[p 1]
- Rovensko pod Troskami (Rowensko bei Turnau[4])[p 1]
- Sýkořice (Sejkorschitz[4])[p 1]
- Štěpánovice (Stiepanowitz[4])[p 1]
- Václaví (Wazlawi[4])[p 1]
- Veselá[2]
- Žďár (Schdiar[4])[p 1]
- Žernov (Schernow[4])[p 1]

## Římskokatolické sakrální stavby a místa kultu na území farnosti
| | Fotografie | Stavba                  | Místo                 | Bohoslužby                      | Zeměpisné souřadnice             | Status       | Číslo kulturní památky                       |
| Kostel | Kostel     | Kostel                  | Kostel                | Kostel                          | Kostel                           | Kostel       | Kostel                                       |
| --- | ---------- | ----------------------- | --------------------- | ------------------------------- | -------------------------------- | ------------ | -------------------------------------------- |
| 1. |            | Kostel sv. Václava      | Rovensko pod Troskami | bližší informace o bohoslužbách | 50°32′29″ s. š., 15°15′35″ v. d. | farní kostel | 21260/6-2766 (Pk•MIS•Sez•Obr•WD) (Q24576357) |
| Kaple |            |                         |                       |                                 |                                  |              |                                              |
| 2. |            | Kaple sv. Jana Křtitele | Veselá                | bližší informace o bohoslužbách | 50°32′47″ s. š., 15°18′32″ v. d. | kaple        | —                                            |
| Některé drobné sakrální stavby a pamětihodnosti lze dohledat zde v databázi Drobné sakrální památky Zaniklé sakrální stavby lze dohledat zde v databázi Poškozené a zničené kostely, kaple a synagogy v České republice |            |                         |                       |                                 |                                  |              |                                              |

Ve farnosti se mohou nacházet i další drobné sakrální stavby, místa římskokatolického kultu a pamětihodnosti, které neobsahuje tato tabulka.

## Farní obvod
Z důvodu efektivity duchovní správy byl vytvořen farní obvod (kolatura) sestávající z přidružených farností spravovaných excurrendo z Rovenska pod Troskami. Jsou jimi farnosti (řazeno abecedně):
1. Římskokatolická farnost Hrubá Skála
2. Římskokatolická farnost Libuň
3. Římskokatolická farnost Mladějov
4. Římskokatolická farnost Újezd pod Troskami
5. Římskokatolická farnost Vyskeř

## Galerie

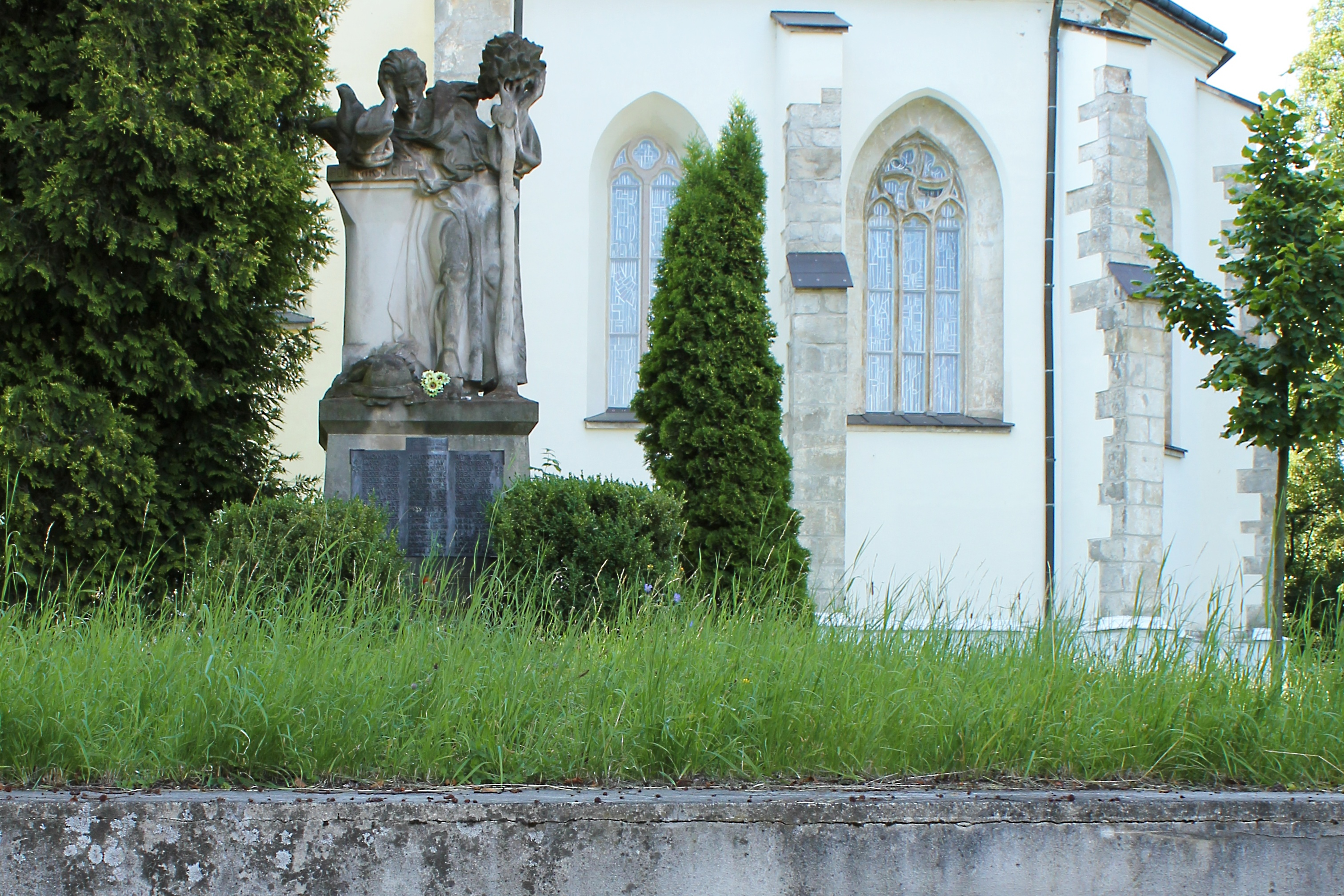
Detail kostela sv. Václava v Rovensku pod Troskami
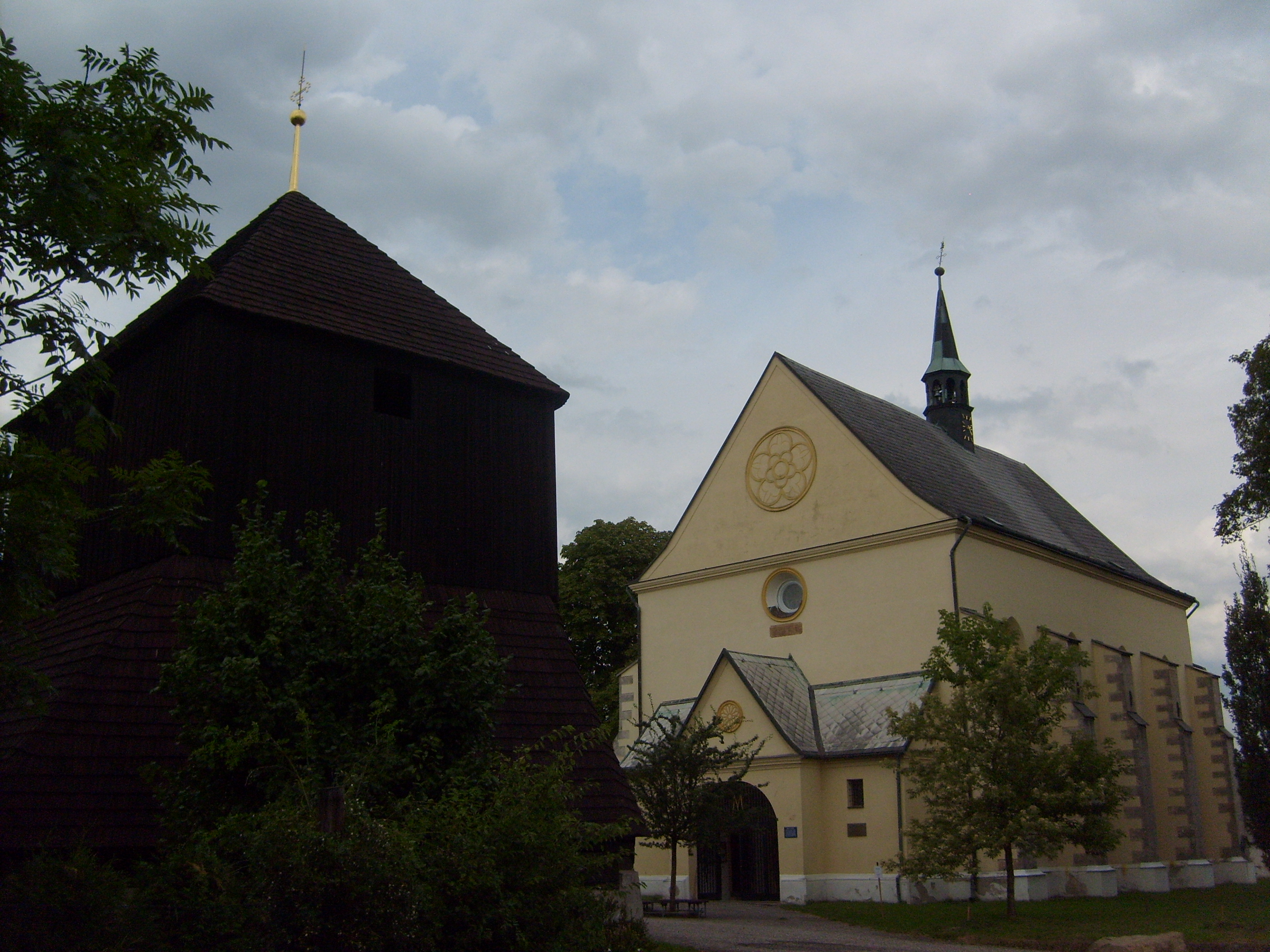
Zvonice a kostel sv. Václava v Rovensku pod Troskami
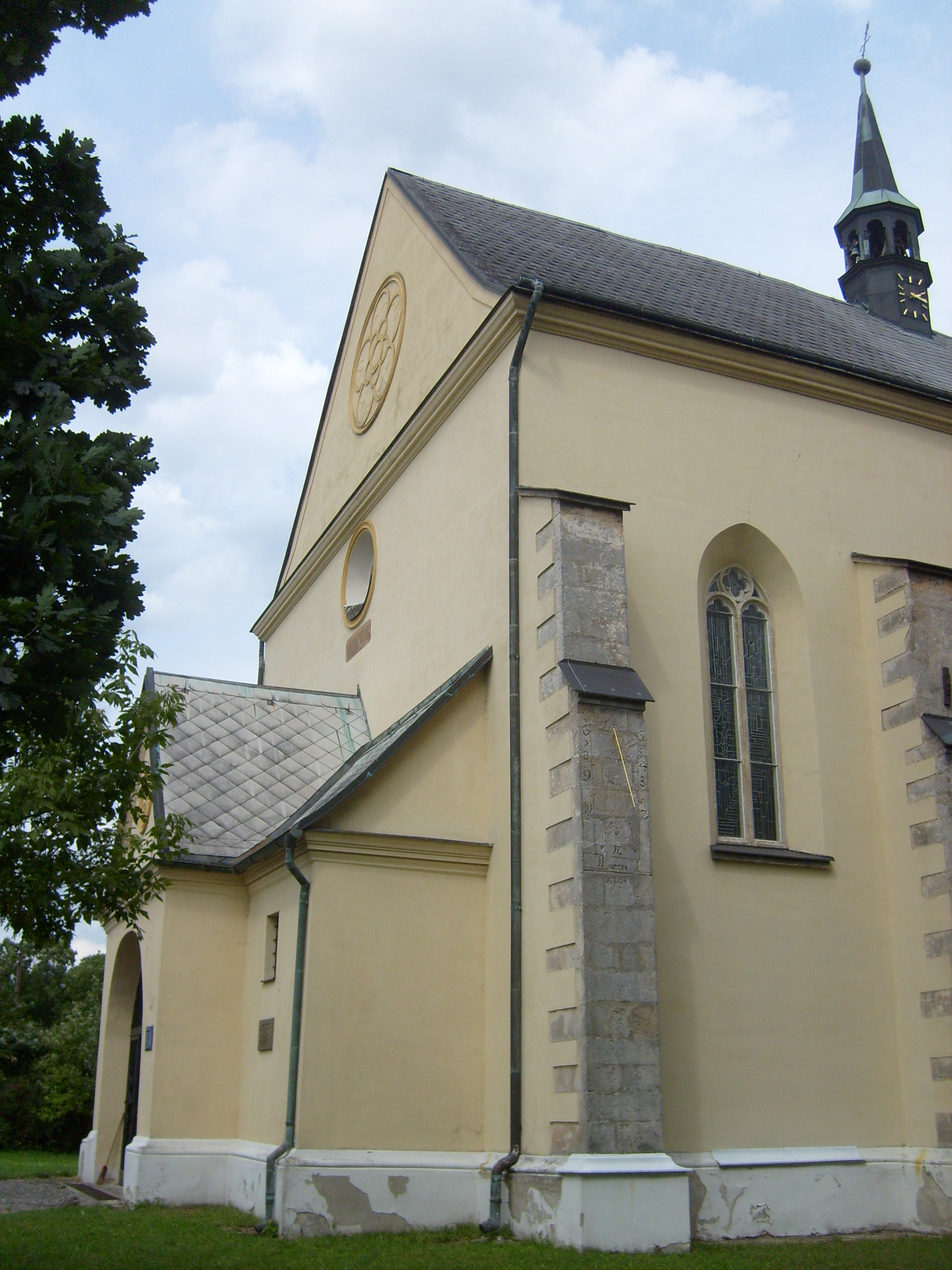
Vchod kostela sv. Václava v Rovensku pod Troskami
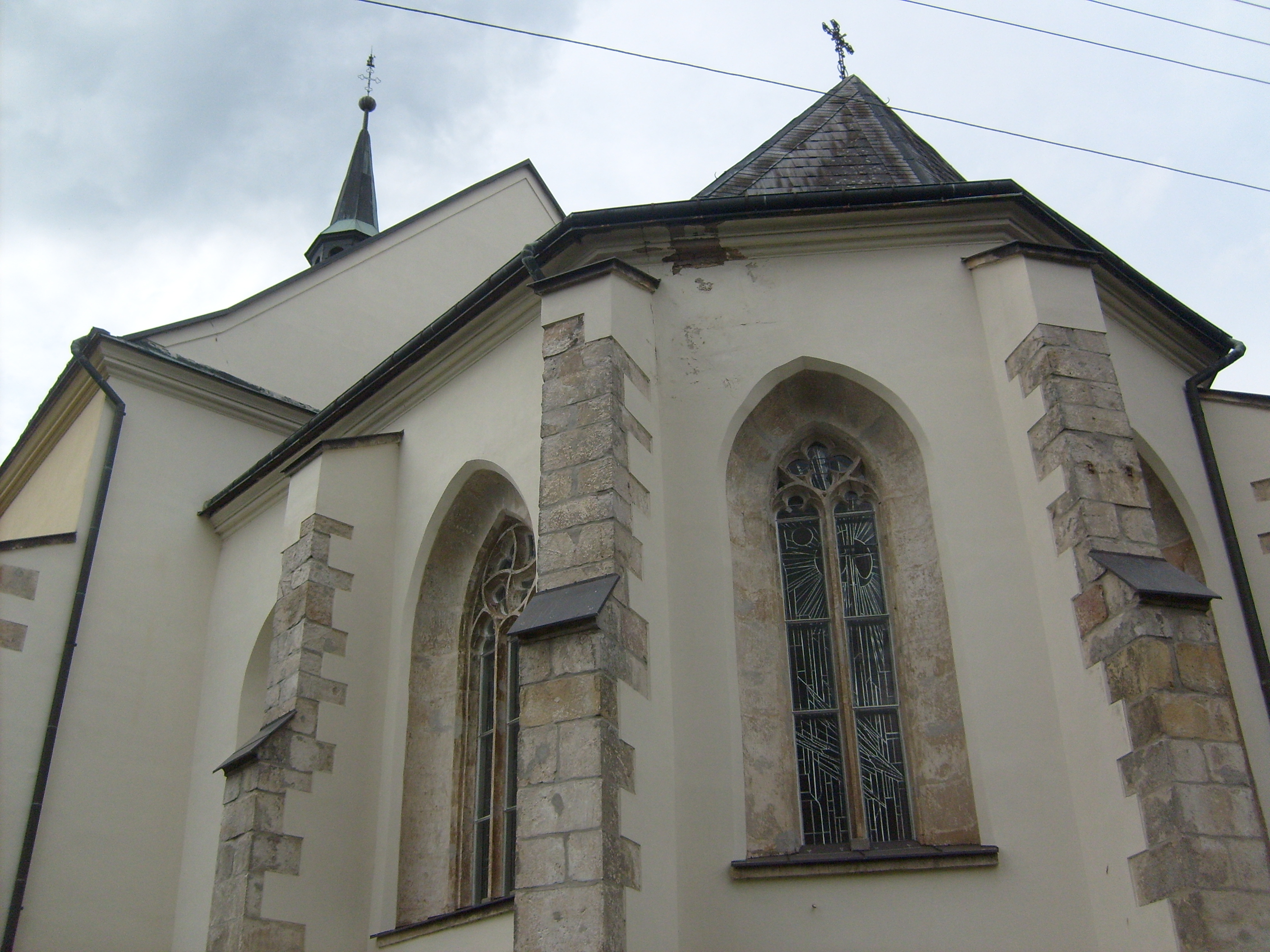
Závěr kostela sv. Václava v Rovensku pod Troskami
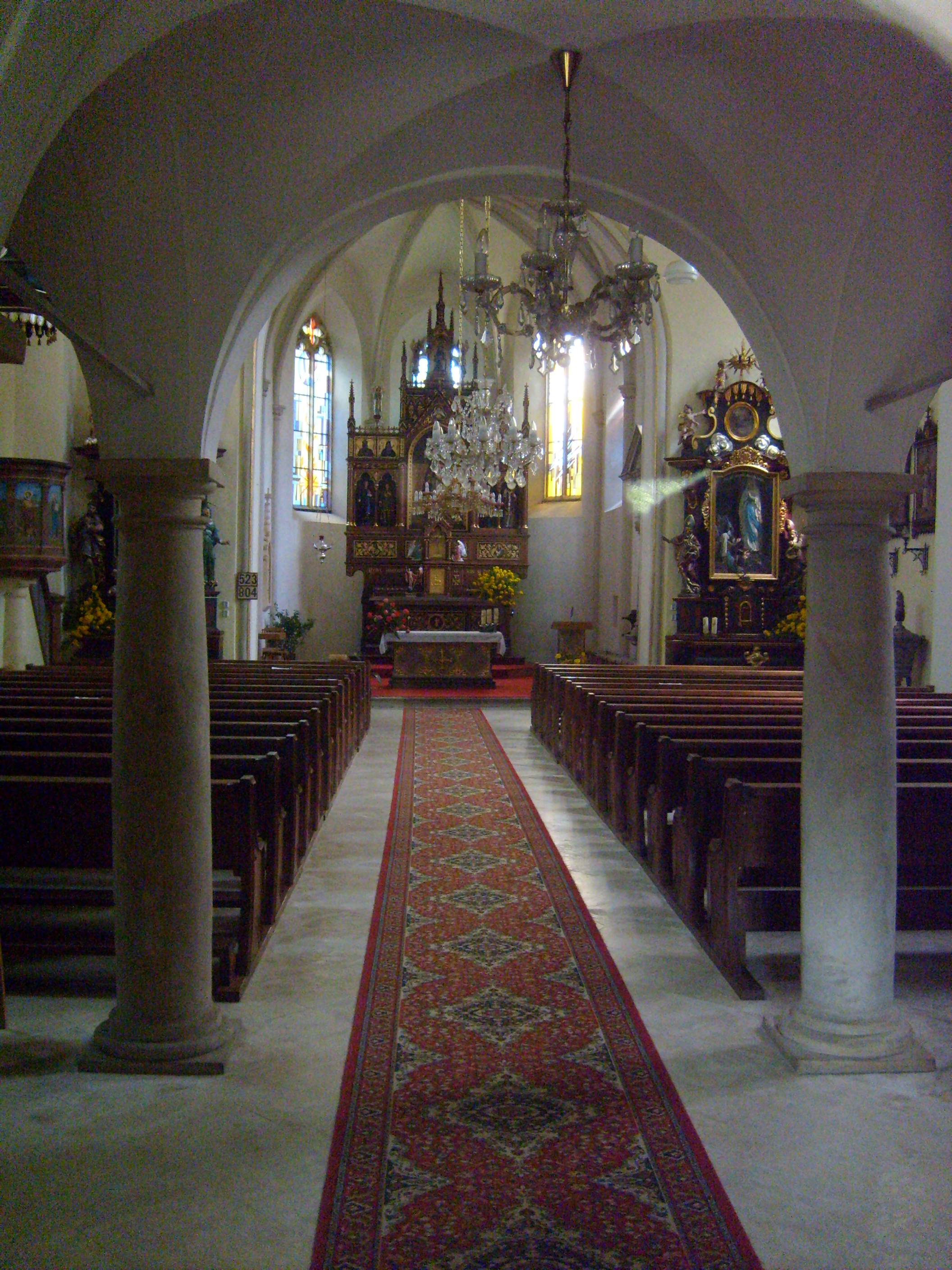
Interiér kostela sv. Václava v Rovensku pod Troskami
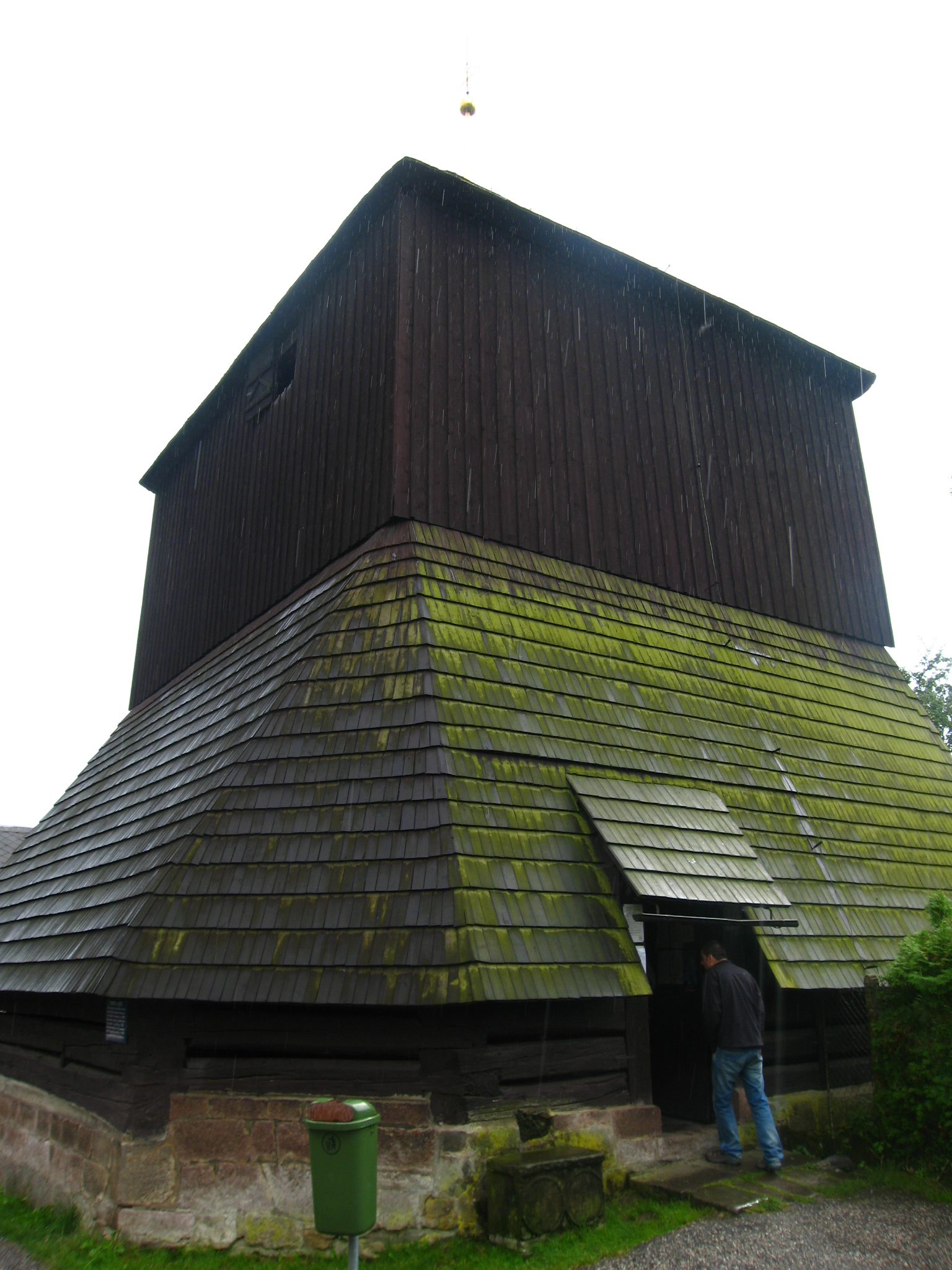
Zvonice v Rovensku pod Troskami
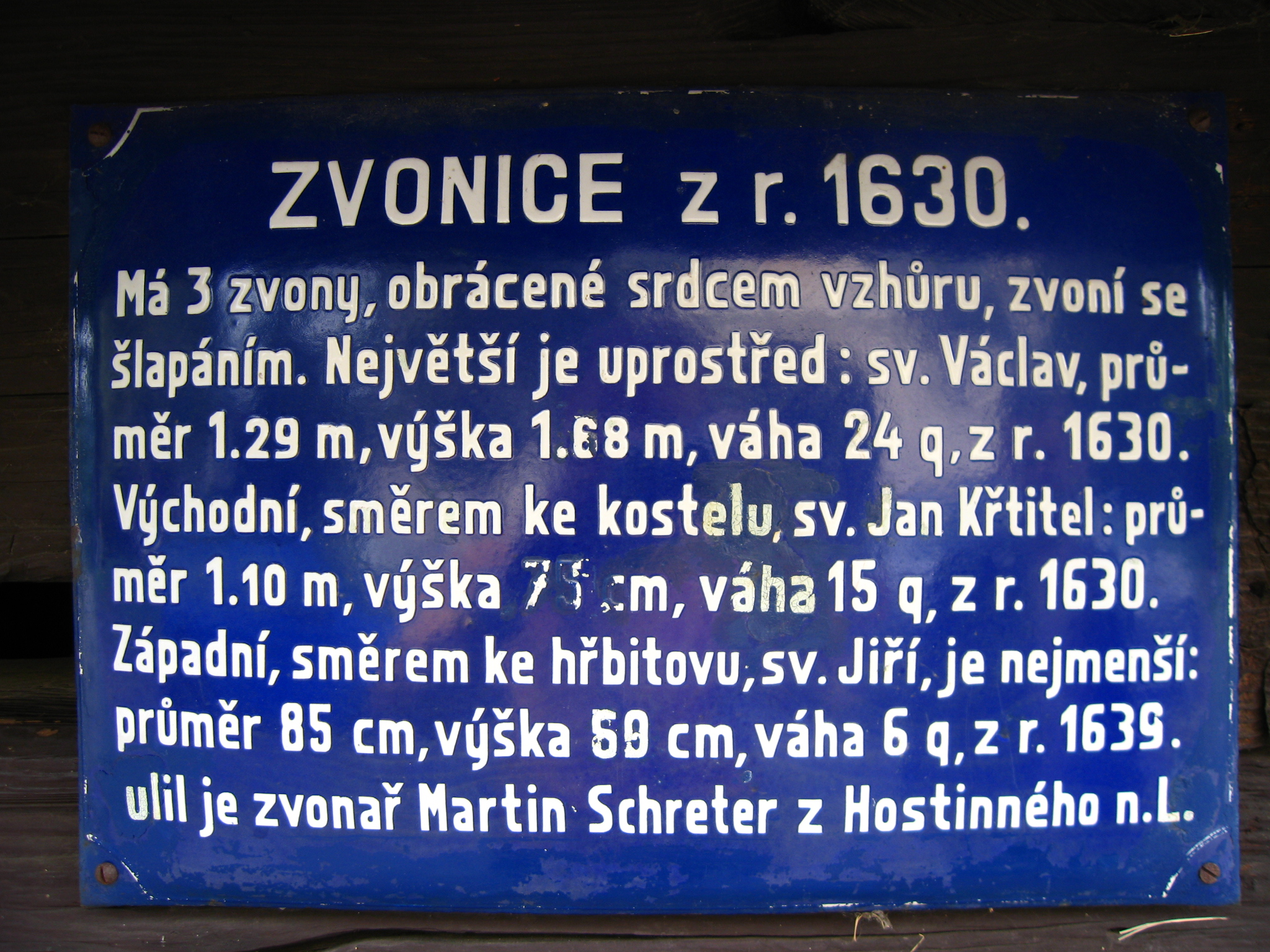
Nápis ze zvonice v Rovensku pod Troskami
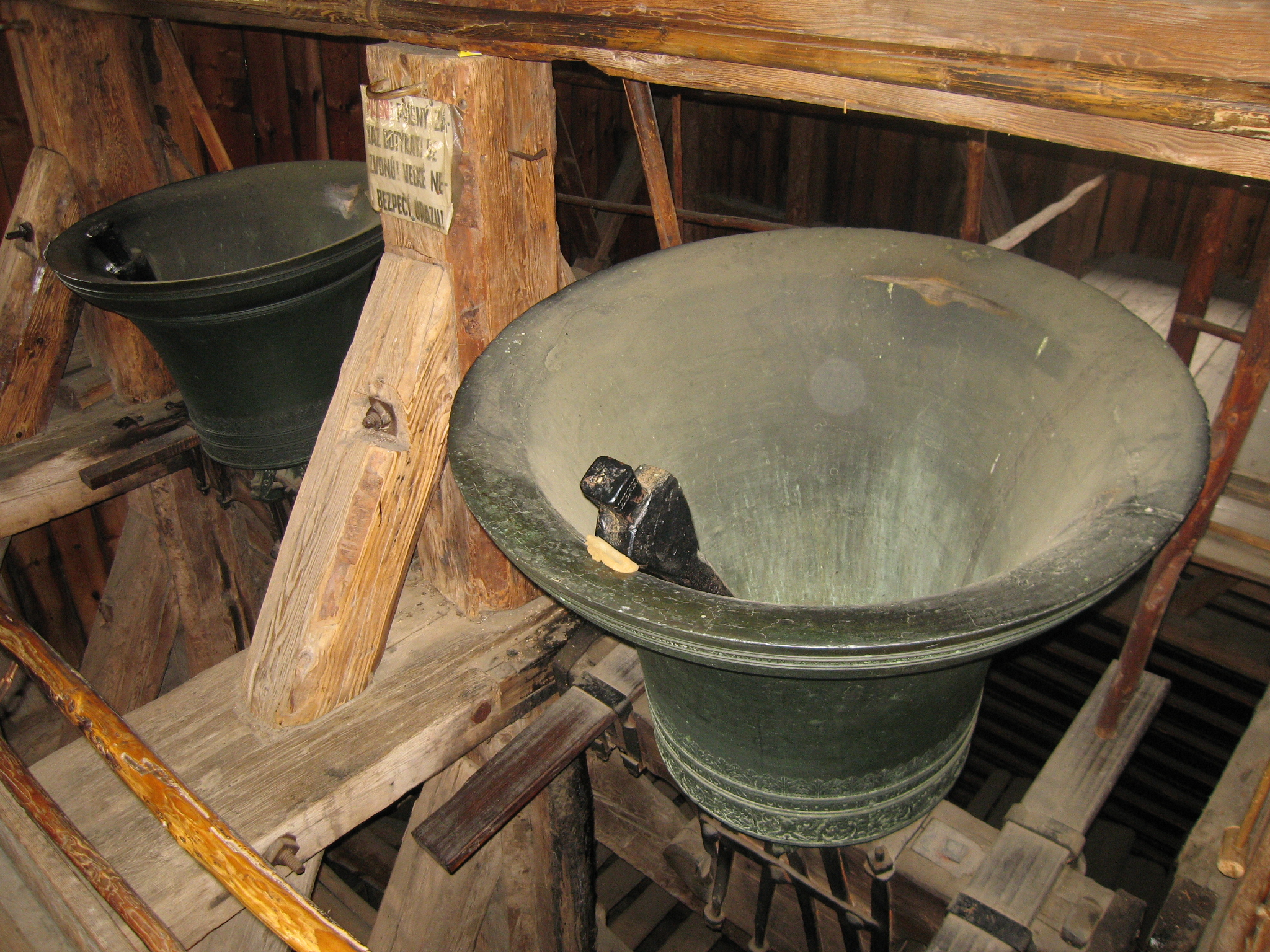
Obrácené zvony ve zvonici v Rovensku pod Troskami
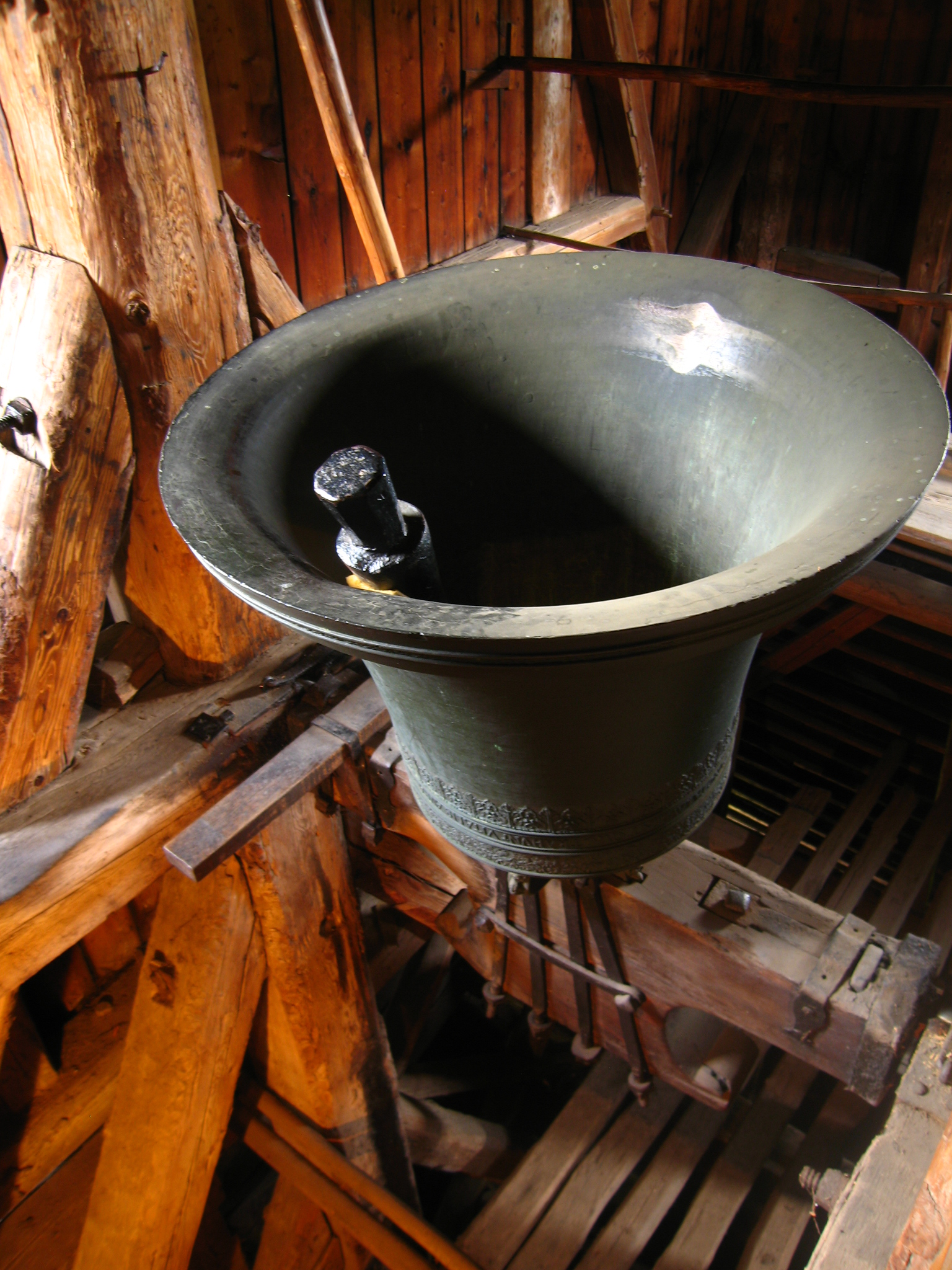
Detail zvonu ve zvonici v Rovensku pod Troskami
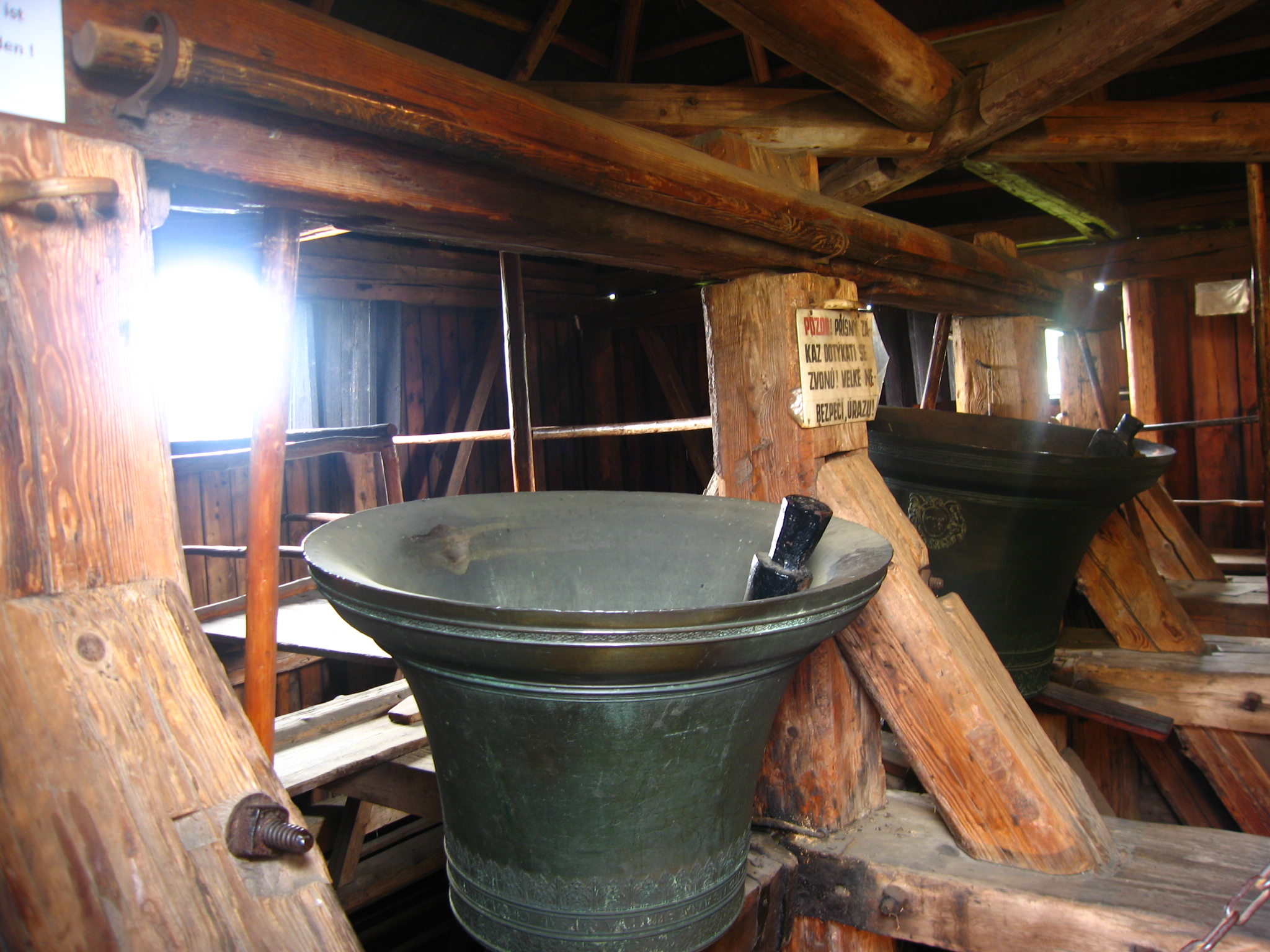
Detail obrácených zvonů ve zvonici v Rovensku pod Troskami
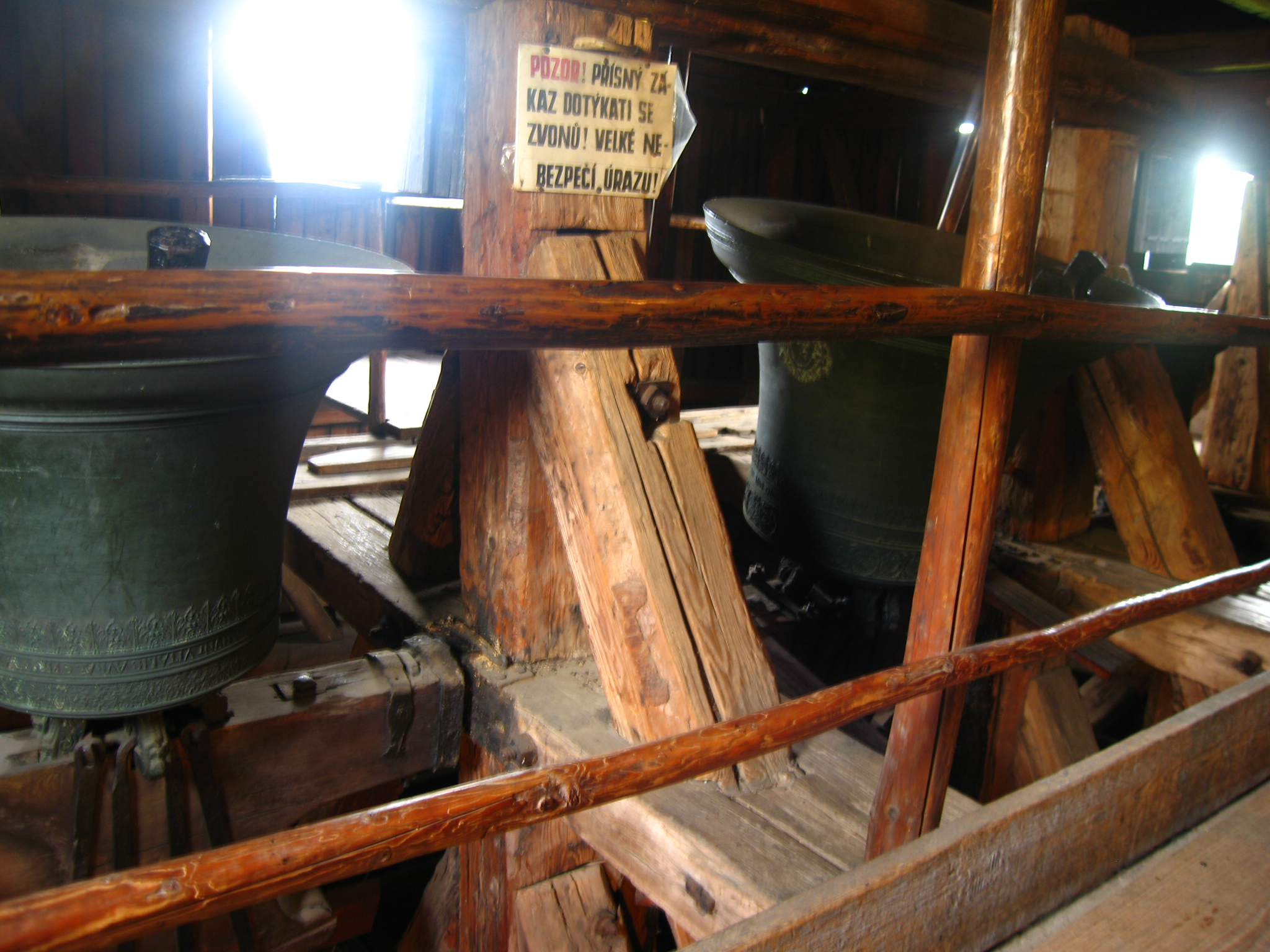
Přístup ke zvonům ve zvonici v Rovensku pod Troskami
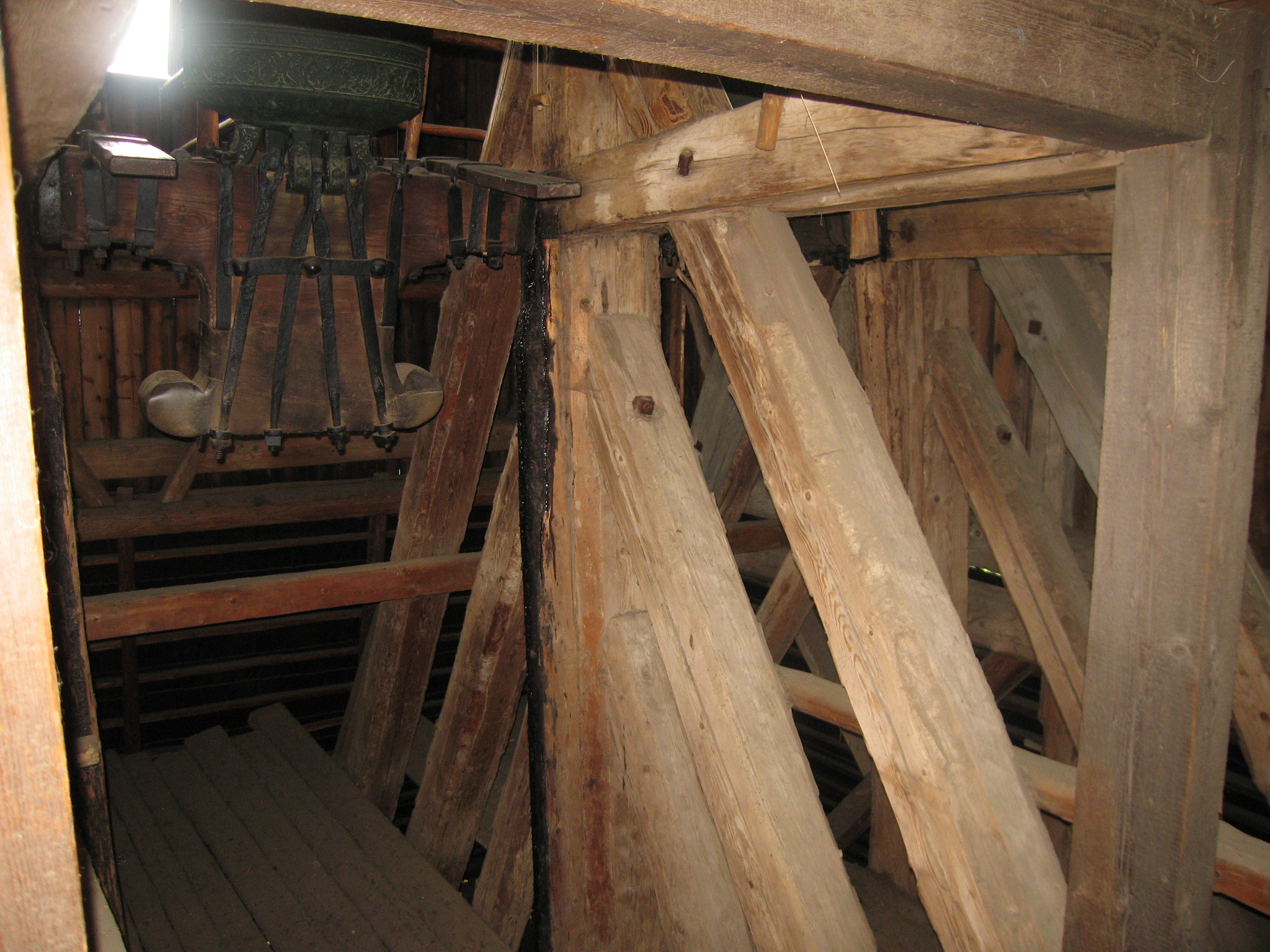
Závěs obráceného zvonu ve zvonici v Rovensku pod Troskami
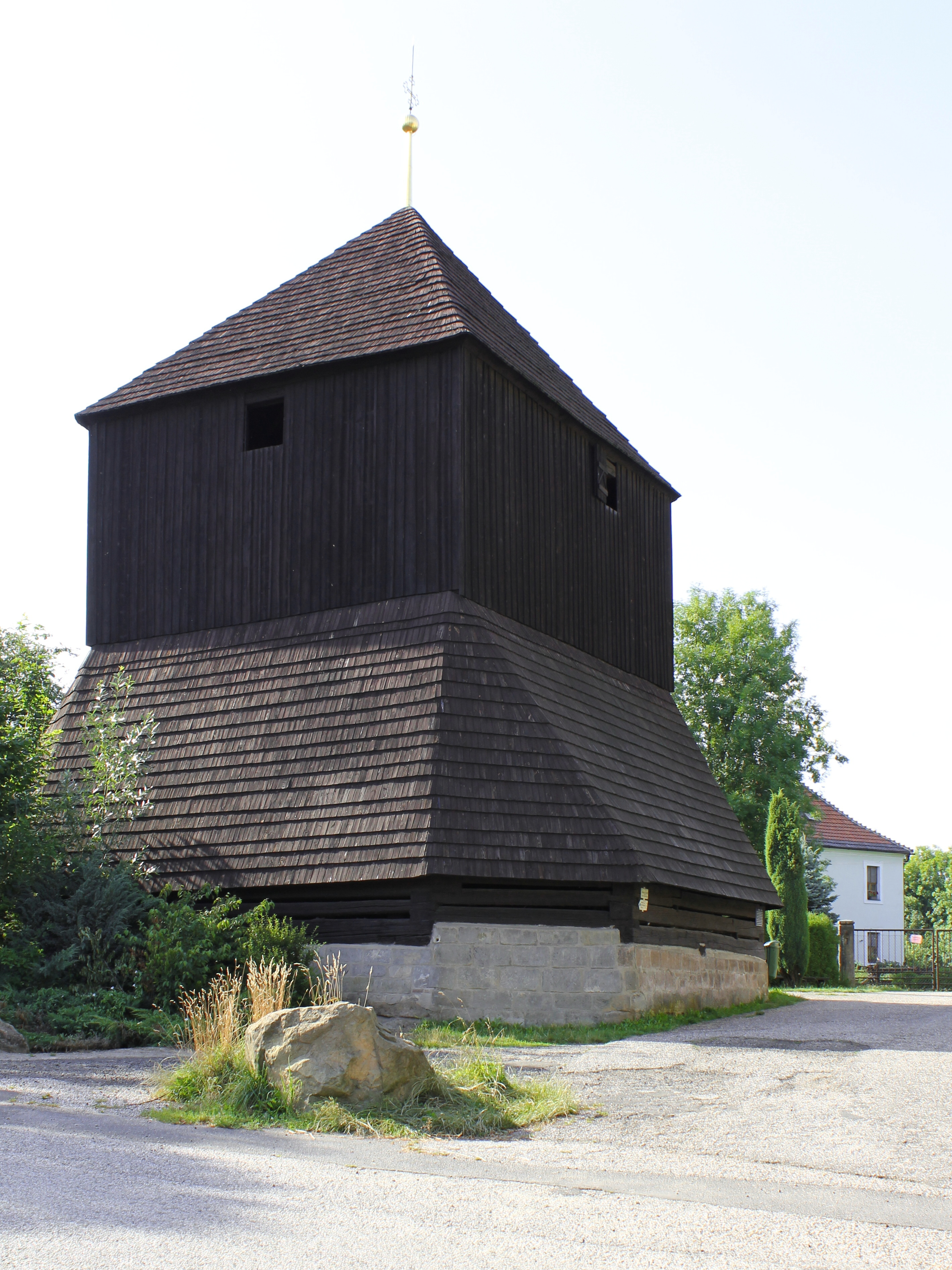
Budova zvonice v Rovensku pod Troskami
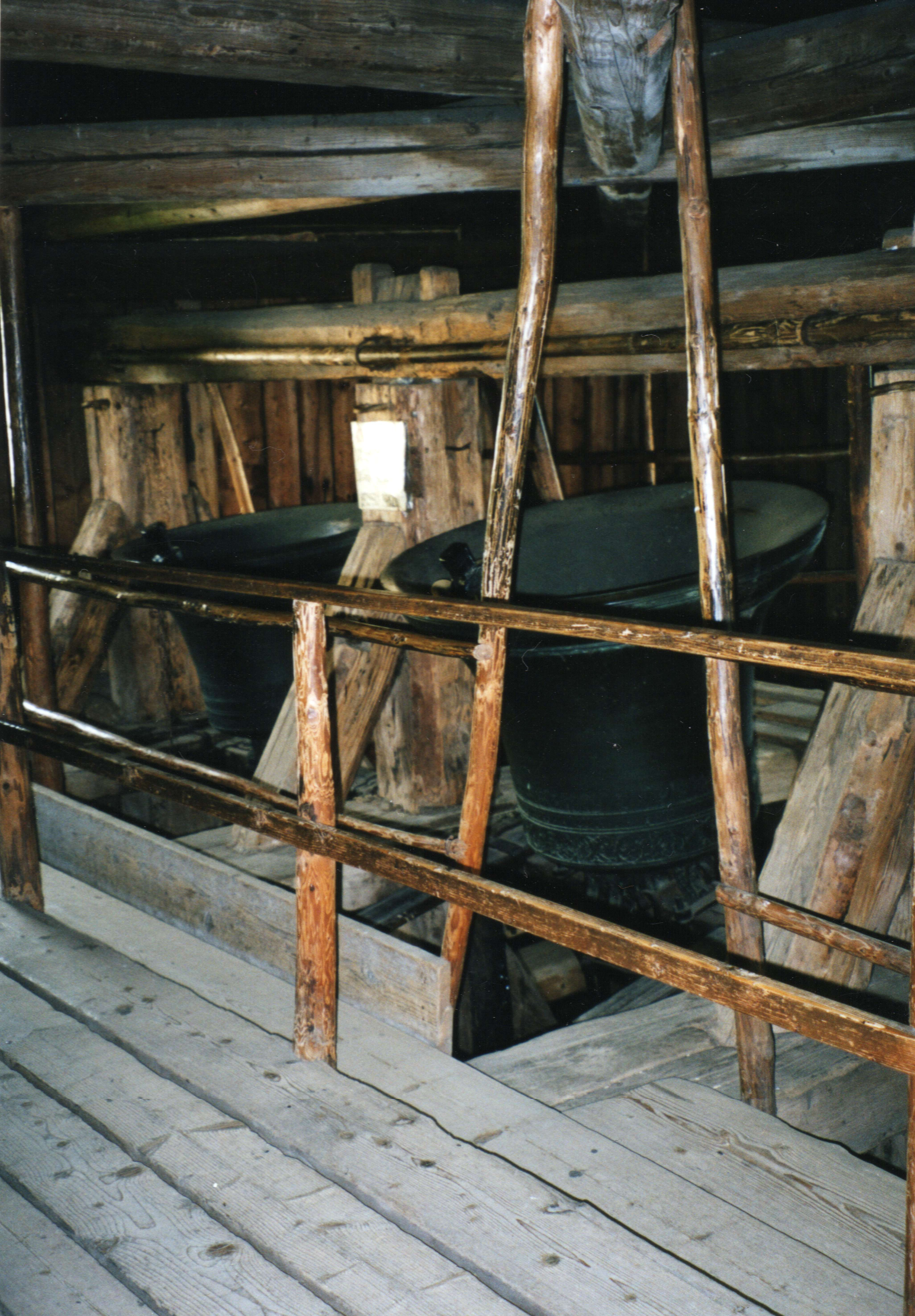
Uložení zvonů v Rovensku pod Troskami
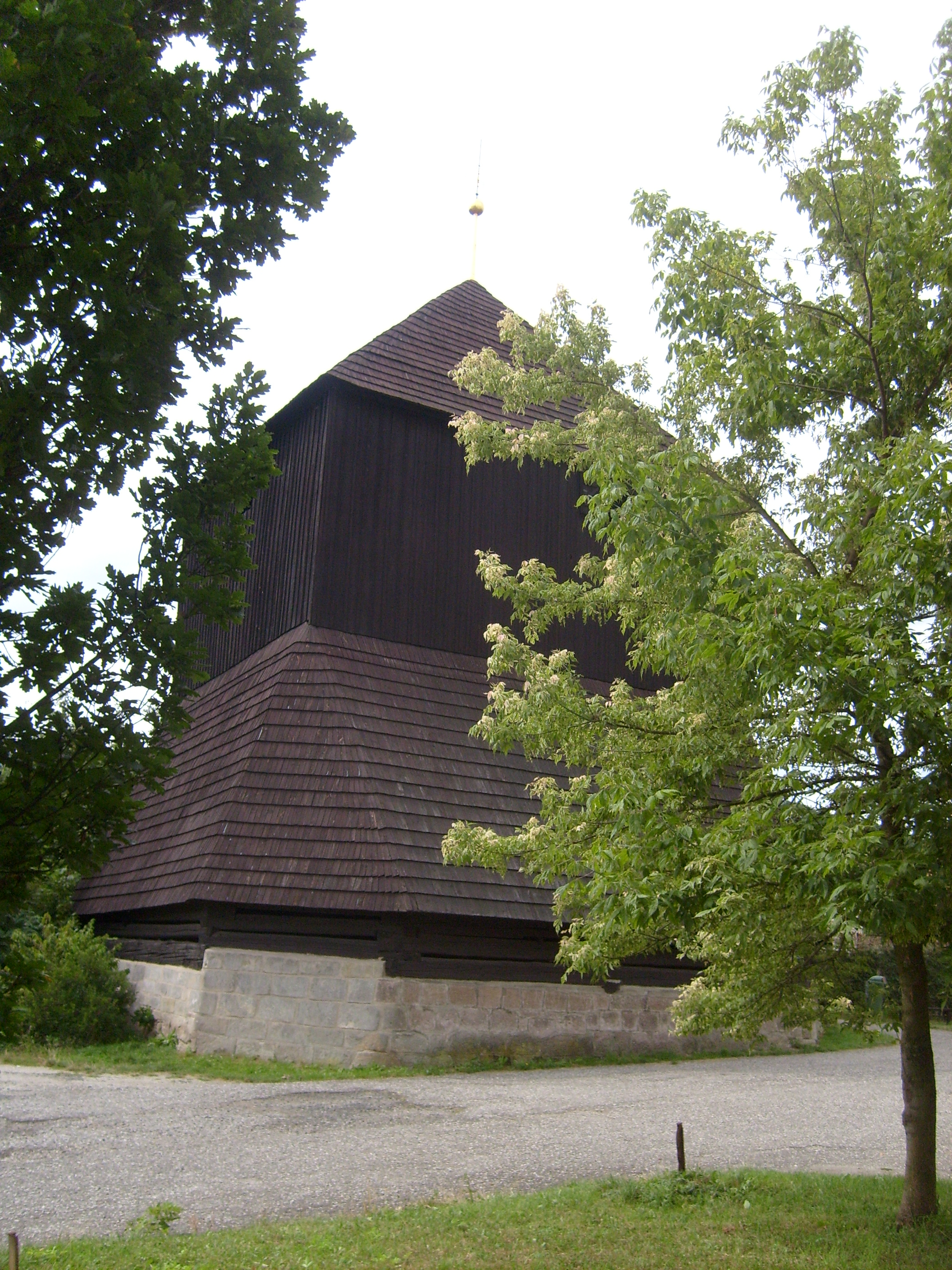
Pohled na zvonici v Rovensku pod Troskami
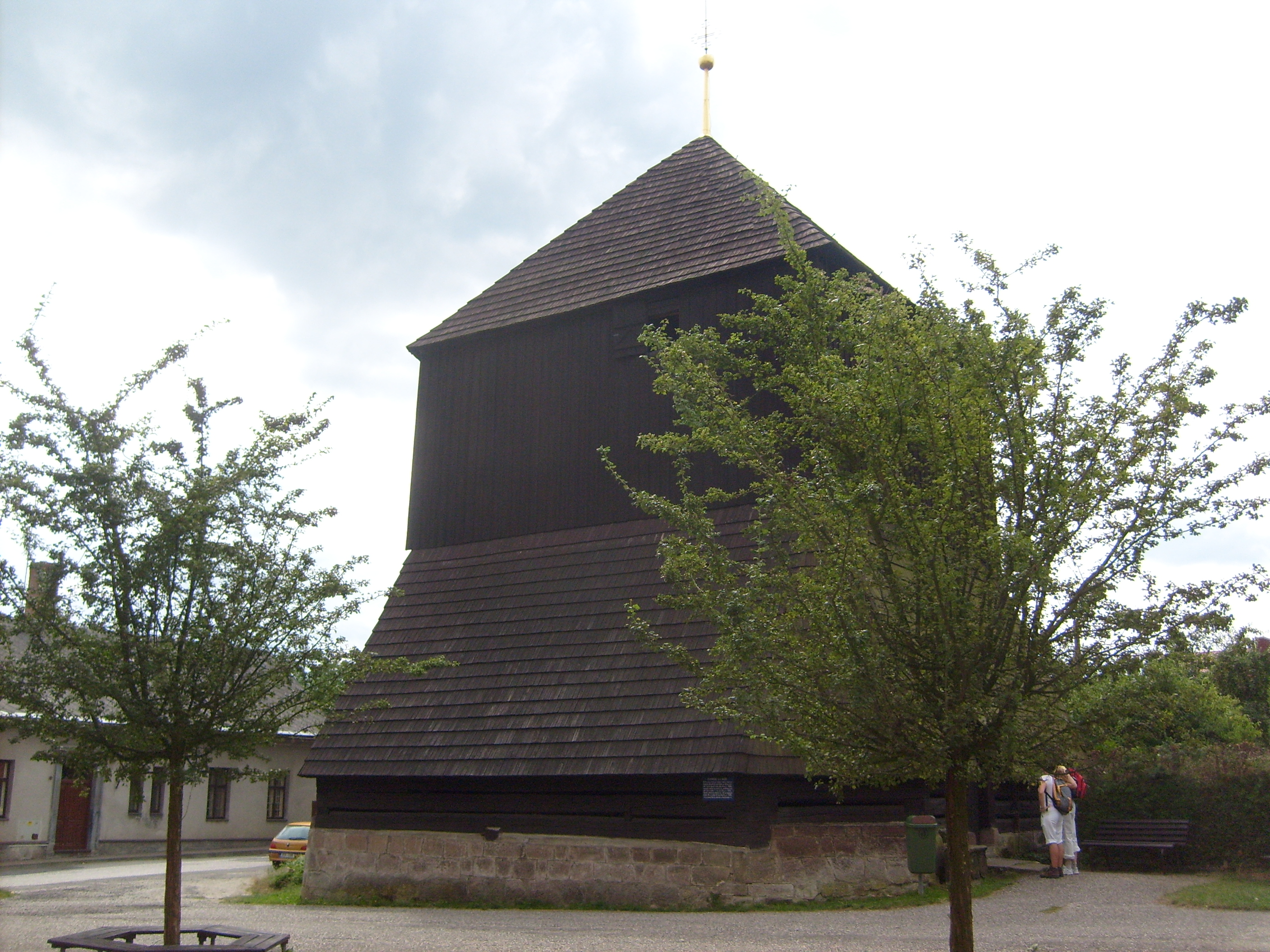
Celkový pohled na zvonici v Rovensku pod Troskami
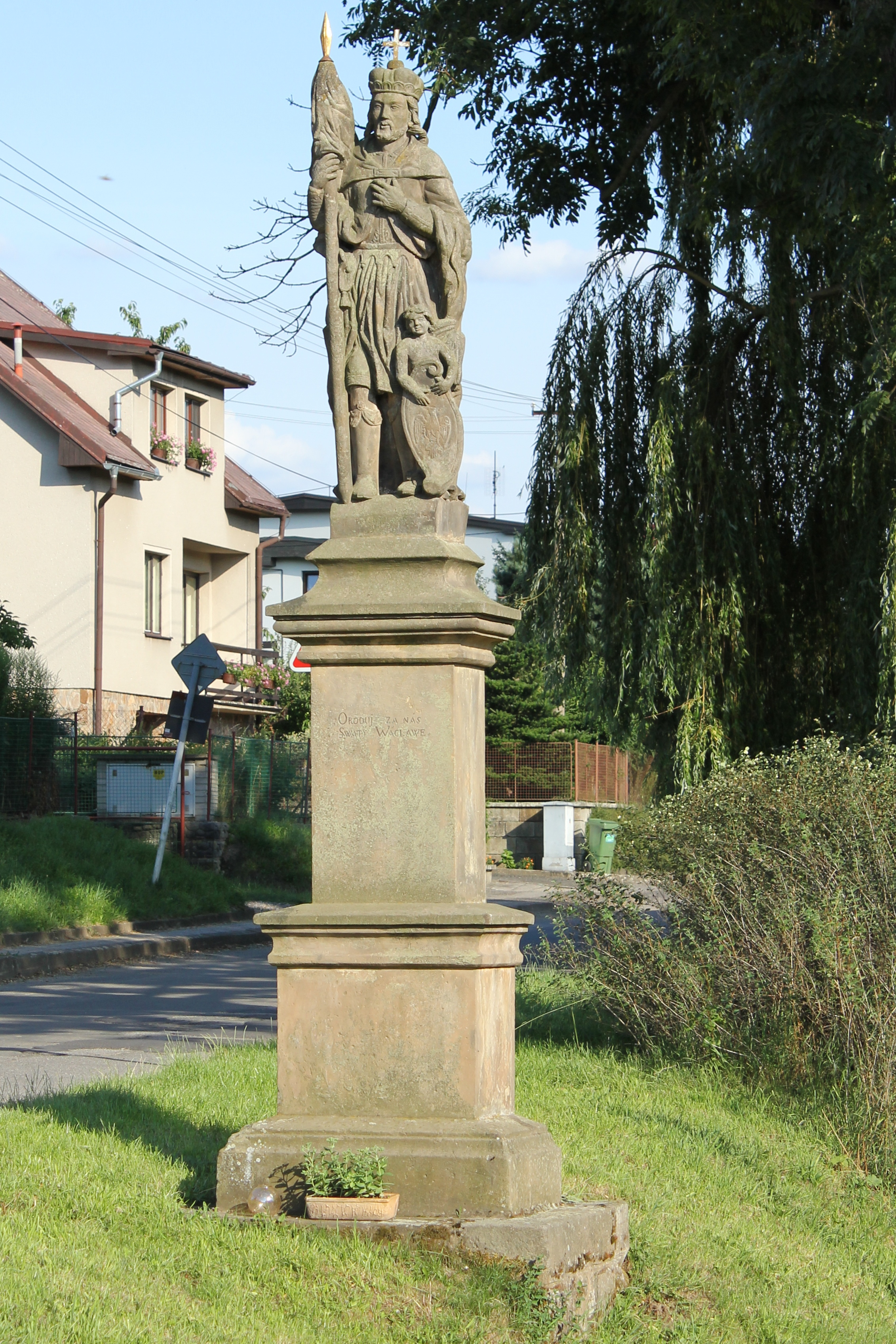
Socha sv. Václava v Rovensku pod Troskami
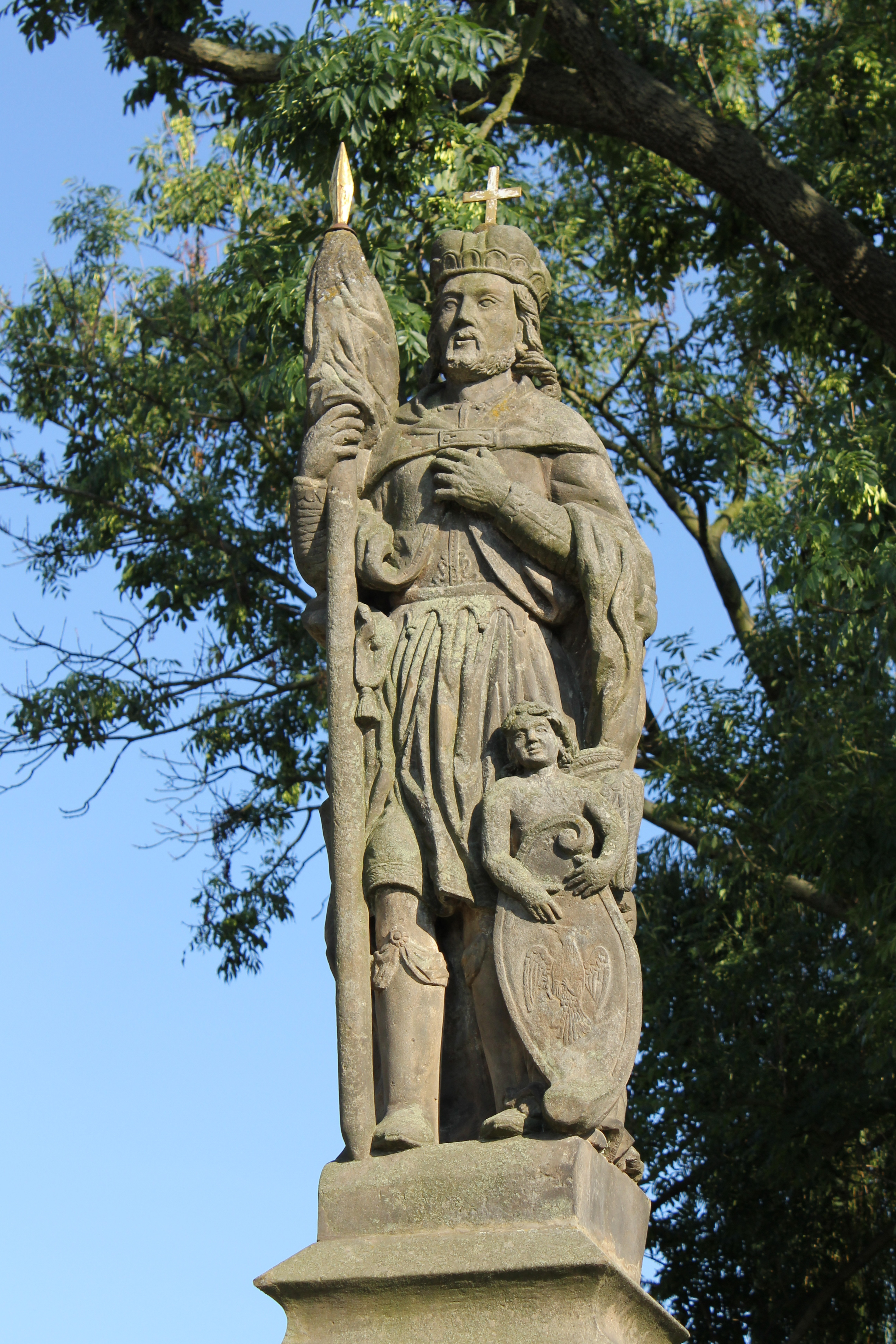
Detail Sochy sv. Václava v Rovensku pod Troskami
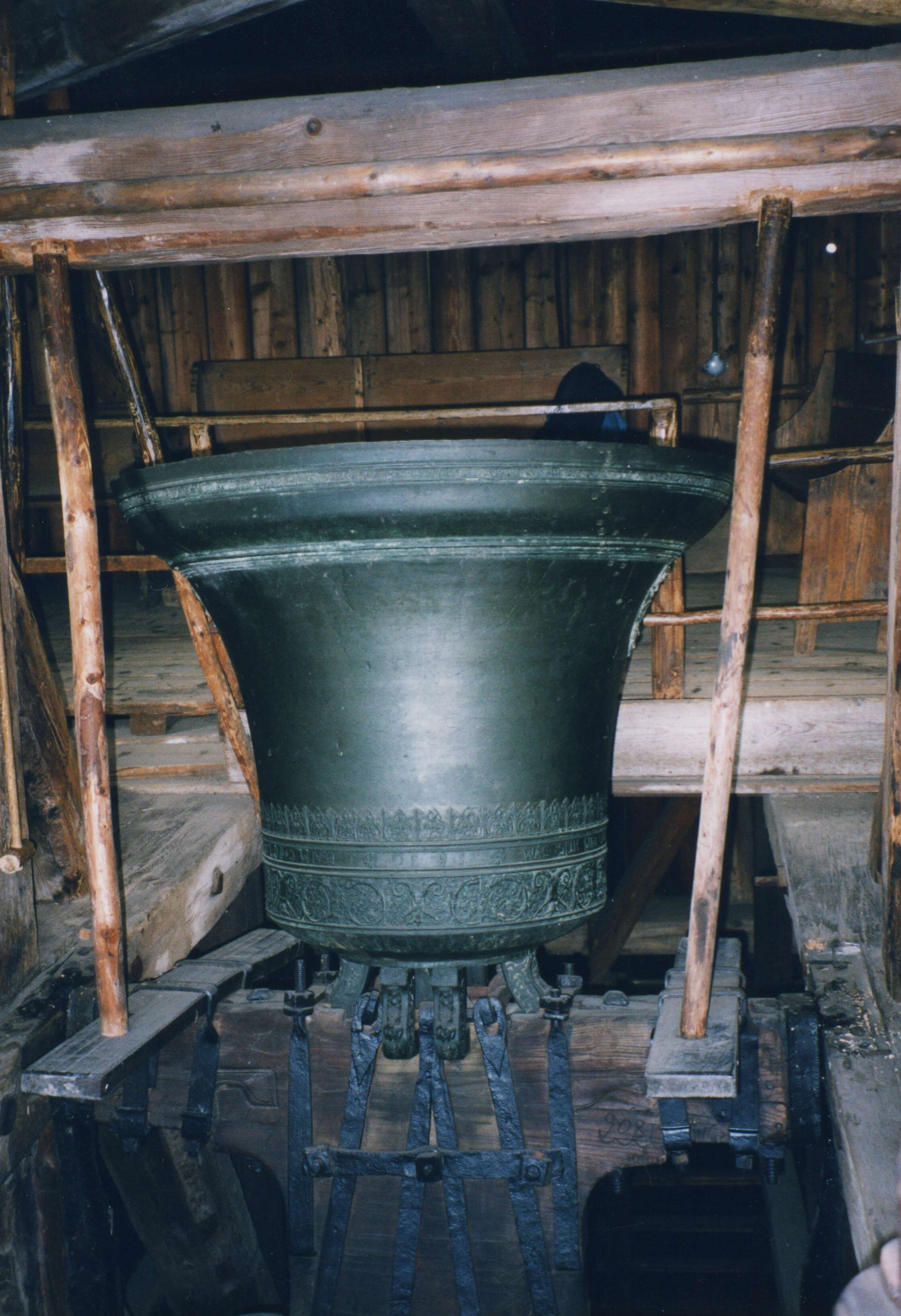
Tzv. „Rebelantský“ zvon v rovenské zvonici
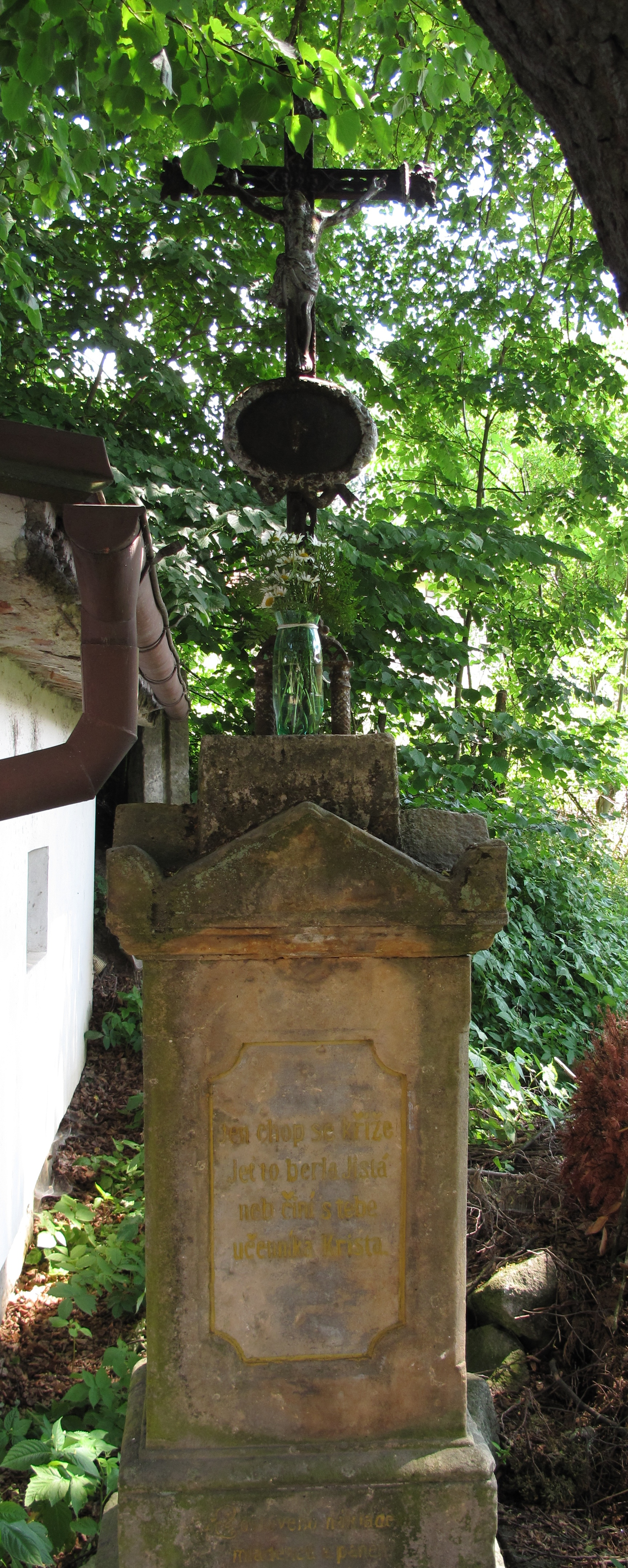
Kříž ve Václaví